# Komenda Garnizonu Gdynia
Komenda Garnizonu Gdynia – organ wykonawczy dowódcy garnizonu Gdynia.
Pierwszym dokumentem normatywnym, na podstawie którego sformowano Komendę Miasta był rozkaz organizacyjny Nr 013/Org z dnia 18 stycznia 1946 Naczelnego Dowódcy Wojska Polskiego marszałka Polski Michała Rola-Żymierskiego. Stan osobowy liczył 33 żołnierzy i 1 kontraktowego. 28 listopada 1946 zmniejszono etat do 28 wojskowych i jednego kontraktowego. 
Celem zapewnienia należytej ochrony obiektów Marynarki Wojennej i podniesienia dyscypliny w  Gdyni Minister Obrony Narodowej rozkazem organizacyjnym Nr 0202/Org z 19 sierpnia 1947 rozkazał Dowódcy Marynarki Wojennej do 1 września 1947 przenieść Komendę Miasta Gdynia na etat Nr 1/178 Komendy Miasta Gdynia o stanie osobowym 117 wojskowych i 1 kontraktowy.

## Organizacja Komendy Miasta według etatu Nr 1/178
- Komenda
  - komendant miasta (stopień etatowy - komandor porucznik / komandor)
- Areszt Garnizonowy
  - komendant aresztu (porucznik)
- kompania ochrony
  - dowódca kompanii (kapitan)
- drużyna obsługi
  - dowódca drużyny-szef kompanii (starszy bosman)

Skład osobowy: 10 oficerów, 22 podoficerów, 85 szeregowych.
Dodatkowo na wyposażeniu był samochód "Willys" oraz motocykl z przyczepą. Komenda Miasta na wszystkich rodzajach zaopatrzenia pozostawała przy jednej z jednostek Garnizonu. 
Zmiana nazwy z istniejących Komend Miast na Komendy garnizonu nastąpiła na podstawie rozkazu organizacyjnego z dnia 24 listopada 1951 roku Dowódcy Marynarki Wojennej. Stan etatowy Komendy Garnizonu wynosił wtedy 21 wojskowych i 1 kontraktowy. 
Rok 1968 przyniósł kolejne zmiany organizacyjne. Zgodnie z zarządzeniem Szefa Sztabu Generalnego WP Nr 094/Org z dnia 28 czerwca 1968 roku Dowódca Marynarki Wojennej wydał rozkaz Nr 24 z dnia 14 sierpnia 1968 roku, w którym rozkazał Komendantowi Garnizonu II kat. – Gdynia przeformować w terminie do dnia 30 listopada 1968 roku Komendę Garnizonu II kat. – Gdynia na Komendę Garnizonu Gdynia według etatu Nr 15/105, o etatowym stanie osobowym 61 żołnierzy i 8 pracowników cywilnych. Jednostka została podporządkowana pod każdym względem – zastępcy dowódcy Marynarki Wojennej ds. ogólnowojskowych. 
W związku z przejęciem przez organy Wojskowej Służby Wewnętrznej określonych zadań w zakresie prewencji, wykonywanych dotychczas przez komendy garnizonów, Szef Sztabu Generalnego WP nakazał w 1977 roku przeformować komendy garnizonów Marynarki Wojennej. Stan etatowy został zmieniony na 11 żołnierzy 2 pracowników oraz 4 stanowisk osobowych z etatu zbiorczego – profosów aresztu Marynarki Wojennej. Etat ten utrzymywał się do 1 lipca 2004 roku.

## Komendanci garnizonu
Pierwszym komendantem Miasta Gdynia, który jednocześnie pełnił obowiązki Szefa Oddziału Zwiadowczego Sztabu Głównego Marynarki Wojennej został kmdr ppor. Tadeusz KLIMCZAK, który obowiązki swe przejął zgodnie z rozkazem personalnym Nr 23 z 26.09.1945 roku.
Kolejnymi komendantami garnizonu Gdynia byli:
- ppłk Jan Szmanowicz – 22.03.1946
- mjr Leonid Diadyk – 10.12.1946
- kpt. Stanisław Mieszkowski – 25.09.1947
- kpt. Aleksander Walczak – 04.06.1948
- kpt. Franciszek Pióro – 07.09.1949
- kpt. Adam Brzyski – 31.05.1950
- kmdr ppor. Jerzy Gwoździk – 02.12.1953
- kpt. Jan Bezrąk – 05.06.1953
- mjr Stanisław Zieliński – 30.04.1955
- kmdr ppor. Jan Bezrąk – 08.09.1956
- kmdr por. Tadeusz Biliński – 19.05.1960
- kmdr Adam Mielnikowski – 11.06.1971
- kmdr Zygmunt Szulak – 29.10.1977
- kmdr Bogdan Zajączkowski – 21.09.1987
- kmdr por. Tadeusz Kozdra – 25.09.1995
- kmdr por. Ryszard Żyławski – 31 01.2007
- kmdr por. Klaudiusz Nowaczyk – 18.05.2010
- kmdr. por. Jarosław Wypijewski - 13.09.2011 do 31.12.2012

W wyniku zmian organizacyjno-etatowych w jednostkach Marynarki Wojennej 31.12.2012 r. Komenda Garnizonu Gdynia została rozformowana. 
Realizację dotychczasowych zadań Komendy Garnizonu Gdynia przyjęła Komenda Portu Wojennego Gdynia.